# 2012 în jocuri video
Acest articol prezintă evenimente importante legate de jocuri video din anul 2012. Vezi și istoria jocurilor video.

## Evenimente
Multe premii au primit jocuri ca  Borderlands 2, Far Cry 3, Journey, Mass Effect 3, Dishonored, The Walking Dead sau XCOM: Enemy Unknown. Anul a început cu lansarea la nivel mondial a consolei de jocuri portabile de la Sony, PlayStation Vita, lansată inițial în Japonia în decembrie 2011. Sfârșitul anului a marcat lansarea mondială a consolei de jocuri de acasă Wii U de la Nintendo.

### Serii cu jocuri noi
Seriile în care au apărut jocuri noi sunt: Alan Wake, Assassin's Creed, Borderlands, Call of Duty, Counter-Strike, Darksiders, Dead or Alive, Diablo, Fable, Far Cry, Forza Motorsport, Halo, Hitman, Mario Party, Marvel vs. Capcom, Mass Effect, Max Payne, Medal of Honor, Modern Combat, Need for Speed, Ninja Gaiden, PlanetSide, Pokémon, Prototype, Resident Evil, Silent Hill, Sniper Elite, Spec Ops, Super Mario, Tekken, The Darkness, Tom Clancy's Ghost Recon, Transformers, Trials și X-COM.